# Marjorie Stinson

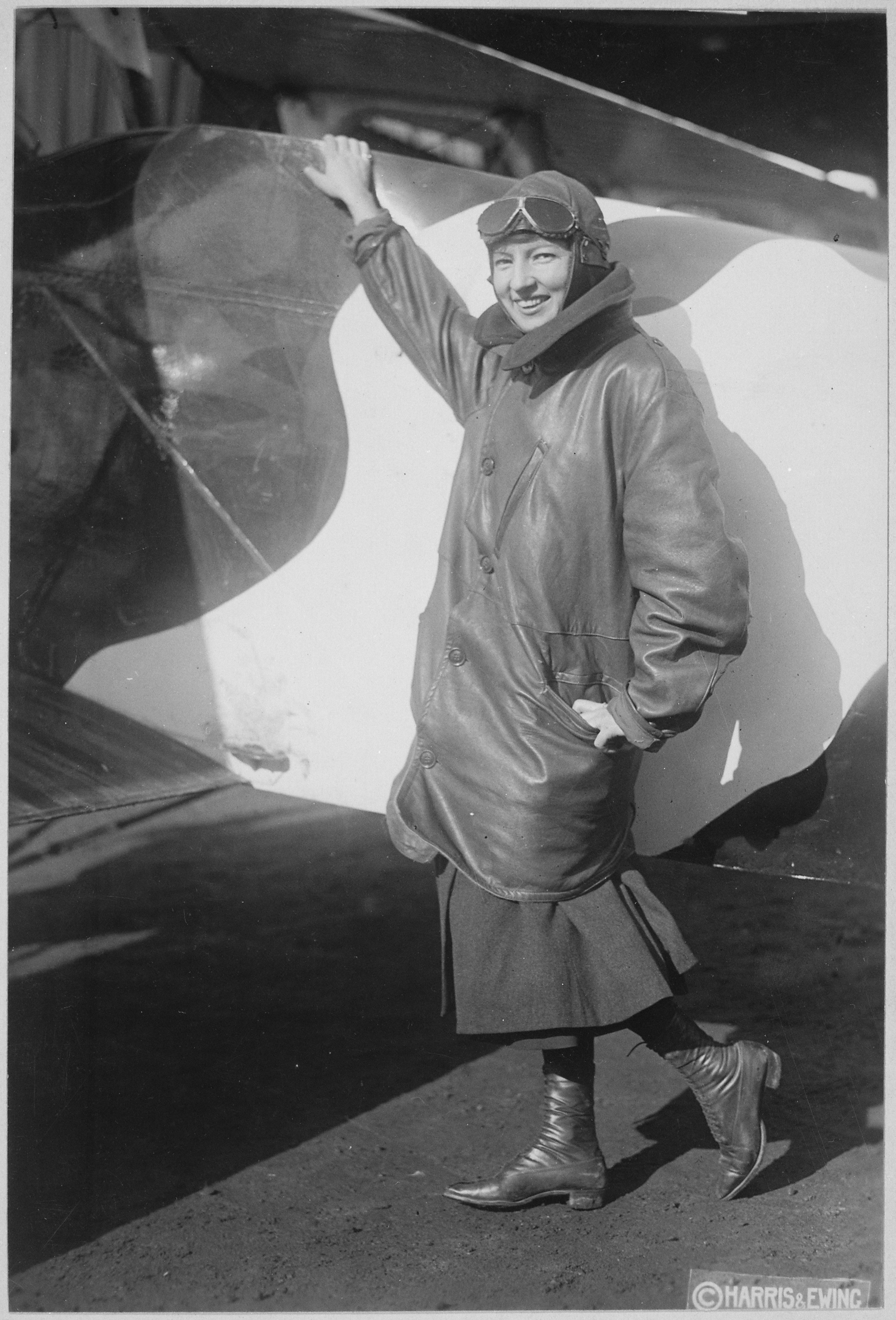
Marjorie Stinson

Marjorie Stinson (* 5. Juli 1895 in Fort Payne, Alabama; † 15. April 1975 in Washington, D.C.) war eine US-amerikanische Flugpionierin. 

## Leben
Stinson war die erste Luftpostpilotin und führte gemeinsam mit ihrer Schwester Katherine die erste von Frauen geleitete Flugschule. 
Ihr Bruder Edward „Eddie“ Stinson gründete die Stinson Aircraft Company.
Wie ihre Schwester gehörte Marjorie Stinson zu den Neunundneunzig, einer frühen Vereinigung von Pilotinnen in den USA.